# Theodore H. H. Pian
Theodore Hsueh Huang Pian  (* 18. Januar 1919 in Shanghai; † 20. Juni 2009 in Cambridge (Massachusetts)) war ein chinesisch-US-amerikanischer Ingenieur. Er lehrte Aeronautik am Massachusetts Institute of Technology (MIT).

## Leben
Theodore Pian ging in Tianjin auf die Schule und studierte an der Tsing Hua Universität in Peking Ingenieurwesen mit dem Bachelor-Abschluss 1940. Danach war er Flugzeugingenieur in Kunming und Chengdu. Ab 1943 studierte er am MIT mit dem Master-Abschluss 1944, war im US Marine Corps und ab 1946 wieder am MIT, an dem er 1948 promoviert wurde. 1966 erhielt er eine volle Professur und 1990 wurde er emeritiert. Er war weltweit als Gastprofessor tätig, besonders in China, wo er mehrere Ehrenprofessuren hatte.
Er war ein Pionier von Computermethoden in der Strukturmechanik. 1964 entwickelte er die Methode der gemischten Finiten Elemente.
Er war Mitglied der National Academy of Engineering.
Seine Ehefrau Rulan Chao war Professorin für ostasiatische Studien und Musik in Harvard.

## Schriften
- Analytical study of transmission load from skin to stiffeners and rings of pressurized cabin structure. National Advisory Committee for Aeronautics, Washington D.C. 1944.
- mit Raymond Bisplinghoff, James Mar: Statics of deformable solids. Addison-Wesley, 1965.
- mit Chang-Chun Wu: Hybrid and incompatible finite element methods. Chapman & Hall / CRC, 2006.
- als Herausgeber: Finite element methods in structural dynamics. American Institute of Aeronautics and Astronautics (AIAA), New York 1975.